# Isla Bynoe
Isla Bynoe är en ö i Chile.   Den ligger i regionen Región de Magallanes y de la Antártica Chilena, i den södra delen av landet, 2 300 km söder om huvudstaden Santiago de Chile. Arean är 3,8 kvadratkilometer.
Terrängen på Isla Bynoe är platt. Öns högsta punkt är 94 meter över havet. Den sträcker sig 2,5 kilometer i nord-sydlig riktning, och 2,6 kilometer i öst-västlig riktning.